# Листова черепаха
Листова черепаха (Cyclemys) — рід черепах з родини Азійські прісноводні черепахи підряду Прихованошийні черепахи. Має 7 видів. Інша назва «шипова черепаха».

## Опис

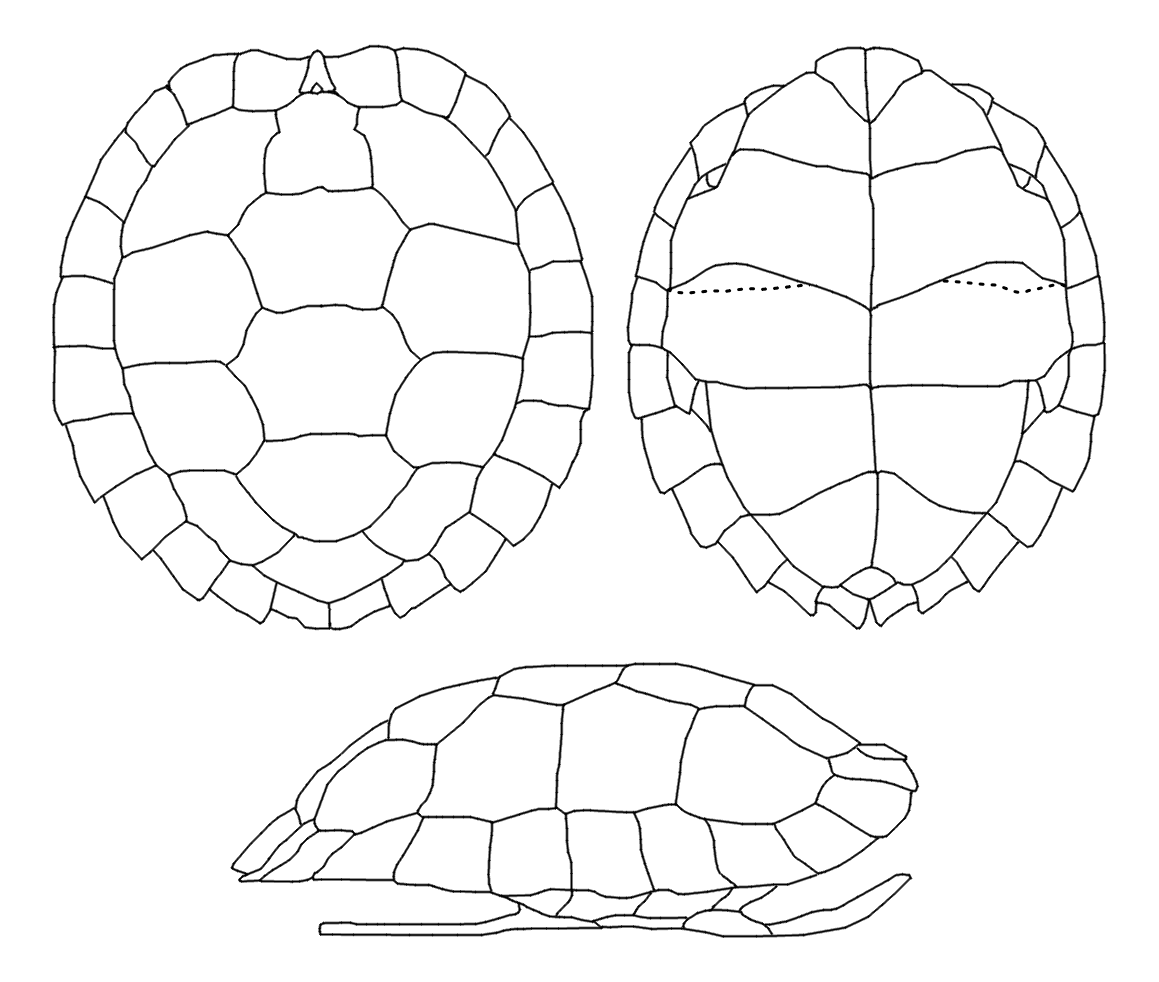
Карапакс і пластрон листової черепахи

Загальна довжина карапаксу представників цього роду коливається від 21 до 25,4 см. Голова невелика або середнього розміру. Ніс дещо кирпатий. Карапакс доволі плаский, подовжений, розтягнутий у боки. Зверху нагадує листя. Звідси походить назва цих черепах. Уздовж хребта тягнеться кіль. Пластрон великий та широкий. Перетинки між карапаксом й пластроном не дуже розвинені. Листові черепахи мають дрібні трикутні додаткові щитки поміж черевними та грудними щитками. Хвіст доволі довгий.
Голова має яскраво—червоні або помаранчеві смуги чи темні (коричневі, чорні) смужки. Забарвлення карапаксу має темно—зелений, коричневий, оливковий колір. Пластрон рівномірно жовтий з різними відтінками або з візерунком тонких ліній.

## Спосіб життя
Полюбляють річки, струмки, ставки у гірських лісах. Зустрічаються на висоті до 1000 м над рівнем моря. харчуються рибою, земноводними, молюсками, рослинами.
Самиці відкладають до 15 яєць.
Є об'єктом полювання. М'ясо цінується місцевими мешканцями, а також черепахи застосовуються у народній медицині.

## Розповсюдження
Мешкають у Південній та Південно-Східній Азії.

## Види
- Cyclemys atripons
- Cyclemys dentata
- Cyclemys enigmatica
- Cyclemys fusca
- Cyclemys gemeli
- Cyclemys oldhamii
- Cyclemys pulchristriata